# Дьяконово (Степановское сельское поселение)
Дья́коново — деревня в Степановском сельском поселении Галичского района Костромской области России.

## География
Деревня расположена у автодороги Судиславль — Солигалич Р100.

## История
Согласно Спискам населенных мест Российской империи в 1872 году деревня относилась к 1 стану Чухломского уезда Костромской губернии. В ней числилось 15 дворов, проживало 27 мужчин и 34 женщины.
Согласно переписи населения 1897 года в деревне проживало 92 человека (42 мужчины и 50 женщин).
Согласно Списку населенных мест Костромской губернии в 1907 году деревня относилась к Муравьищенской волости Чухломского уезда Костромской губернии. По сведениям волостного правления за 1907 год в ней числилось 15 крестьянских дворов и 72 жителя. В деревне имелась кузница.
До муниципальной реформы 2010 года деревня также входила в состав Степановского сельского поселения.

## Население
| 2008 | 2010 | 2012 | 2014 |
| ---- | ---- | ---- | ---- |
| 16   | ↘12  | ↗14  | ↘12  |